# Stijn Koomen
Stijn Mathias Koomen (Amsterdam, 18 maart 1987) is een Nederlands acteur.

## Levensloop
Op tienjarige leeftijd begon Koomen lessen te volgen in zang, dans en theater aan de Amsterdamse Jeugdtheaterschool (AJTS). Zijn televisiecarrière begon toen hij twaalf jaar oud was in de Nederlandse televisieserie Wat nou!? van regisseur Eddy Terstall. In 2002, 2004 en 2009 vertolkte Koomen de rol van Mick, de oudere broer van Willem in de kinderserie Ik ben Willem.
In 2004 speelde hij opnieuw onder Terstall in de film Simon. In 2005 werd Koomen gecast als Axel in de speelfilm Diep van Simone van Dusseldorp. Twee jaar later vertolkte hij een van de hoofdrollen in Mijke de Jongs Tussenstand. In 2007 speelde Koomen in een aantal afleveringen van SpangaS de rol van Floris.
In 2010 speelde Koomen de hoofdrol in de internationale speelfilm R U There van David Verbeek. In 2012 volgde Van God los.

## Filmografie
- 2000: Wat nou!?
- 2004: Simon
- 2005: Diep
- 2007: SpangaS
- 2007: Tussenstand
- 2010: R U There
- 2012: Van God los
- 2014: Triggers